# Etapa de Córdoba da Fórmula Truck

Mapa do Autódromo Oscar Cabalén

A  Etapa de Córdoba da Fórmula Truck foi um dos circuitos para a Fórmula Truck, realizada no Autódromo Oscar Cabalén, em Córdoba, na Argentina.
A Truck realizou a primeira corrida em Córdoba, na temporada de 2012, se repetindo em 2013 e 2014. A primeira vitória foi de Felipe Giaffone.

## Campeões
- 2012 - Felipe Giaffone
- 2013 -	Beto Monteiro
- 2014 - Leandro Totti